# Bahnhof Rheinfelden (Baden)
Der Bahnhof Rheinfelden (Baden) ist der wichtigere der beiden Bahnhöfe der südbadischen Stadt Rheinfelden, in der Nähe der Grenze zwischen Deutschland und der Schweiz. Er liegt an der von Basel über Waldshut und Schaffhausen nach Konstanz führenden Hochrheinbahn. Der Bahnhof hatte ursprünglich die Aufgabe, das schweizerische Rheinfelden zu bedienen, da es das badische Rheinfelden beim Bau der Hochrheinbahn und des Bahnhofs noch nicht gab.

## Name
Beim Bau der Hochrheinbahn erhielt die Station, welche sich damals auf freiem Feld befand, zunächst den Namen „bei Rheinfelden“, da sie das Schweizer Rheinfelden an den überregionalen Schienenverkehr anband. Diesen Namen behielt der Bahnhof bis zum Jahre 1900. Am 1. Juni 1901 erhielt er dann den Namen „Badisch Rheinfelden“, nachdem die auf der badischen Seite entstandene Siedlung infolge der Industrialisierung immer mehr angewachsen war. Zum 1. Juni 1923 wurde der Bahnhof der inzwischen zur Stadt erhobenen Gemeinde Rheinfelden bahnamtlich in „Rheinfelden (Baden)“ umbenannt. Diesen Namen hat er bis heute behalten.

## Geschichte
Am 4. Februar 1856 erfolgte die Eröffnung des ersten Streckenabschnittes der Hochrheinbahn zwischen Basel Badischer Bahnhof und der Kurstadt Bad Säckingen. Zur Erschließung des aufstrebenden Kurortes Rheinfelden nahm die Großherzoglich Badische Staats-Eisenbahn nahe dem nördlichen Brückenkopf der Alten Rheinbrücke und unweit des Zollhauses die Station bei Rheinfelden in Betrieb. Das Gelände war damals fast unbewohnt, die Stadt Rheinfelden (Baden) entstand erst vier Jahrzehnte später. Die Bahn richtete die Station mit einem Empfangsgebäude und Gelände für den Güterumschlag ein. Sie wurde jedoch etwas später fertig gestellt und konnte erst am 1. August 1856 dem Verkehr übergeben werden. Kennzeichnend für die Entwicklungsgeschichte des Bahnhofs ist, dass das Empfangsgebäude auf der Südseite der Bahntrasse und damit in Richtung des schweizerischen Rheinfelden orientiert errichtet wurde, das badische Rheinfelden jedoch bis heute nur über eine Unterführung an seinen Bahnhof angebunden ist.
Die Bahnsteige und Gleise des Bahnhofs reichten bald nicht mehr aus und mussten 1882 und 1890 erheblich erweitert werden.
1892 erhielt der Bahnhof eine zentrale Weichenstellanlage, die 1897 mit einem Stellwerk erweitert wurde. 1901 musste der Bahnhof wiederum umgebaut werden, da er den erhöhten Anforderungen nicht mehr gerecht wurde. Die drei mechanischen Stellwerke bedienten im Jahre 1903 zwölf Fahrstraßen, 23 Weichen, vier Fahrstraßenhebel und sieben Signale.
Das neue Aufnahmegebäude, dessen Planung auf das Jahr 1900 zurückging, wurde 1904 vollendet.
Bis zur Bahnreform 1994 war der Rheinfelder Bahnhof, welcher heute der wirtschaftlich bedeutendste und wichtigste Bahnhof auf dem Streckenabschnitt zwischen Basel und Waldshut ist, Knotenpunktbahnhof mit 135 Mitarbeitern. Ihm unterstanden sämtliche Bahnhöfe von Grenzach bis Murg.
Seit Inbetriebnahme des Elektronischen Stellwerks und dessen Fernsteuerung durch das Stellwerk Waldshut 2001 ist der Bahnhof betrieblich unbesetzt. Die beiden nicht mehr benötigten Stellwerksgebäude wurden Ende 2006 abgerissen.

## Gleisanlagen
Der Bahnhof Rheinfelden besitzt sieben Anschlussgleise. Die Firma Dynamit Nobel (heute zur Degussa AG gehörend) hat eigene Werksloks zum Rangieren, während die Aluminium-Werke ihre Wagen im Anschluss mit einem Allzweck-Unimog umstellen. Die Gleisanlagen der Degussa sind größer als diejenigen des Bahnhofs Rheinfelden.
Für den Personenverkehr stehen zwei Bahnsteige mit insgesamt drei Gleisen zur Verfügung. Gleis 1 am Hausbahnsteig ist den Zügen in Fahrtrichtung Waldshut vorbehalten. Gleis 2 und Gleis 3 liegen an einem Mittelbahnsteig, auf Gleis 2 verkehren die Züge Richtung Basel Bad Bf. Gleis 3 dient nur als Ausweichgleis bei planmäßigen oder außerplanmäßigen Überholungen langsamerer Züge.

## Verkehr
Die Stadt Rheinfelden (Baden) gehört zum Regio Verkehrsverbund Lörrach (RVL). In Richtung Basel und damit auch in Richtung Schweiz bestehen Übergangstarife zum Tarifverbund Nordwestschweiz (TNW).

### Bahnverkehr

#### Personenverkehr
Der Bahnhof Rheinfelden wird heute (Stand 2021) von Regional-Express-Zügen der Linie RE 3 mit dem Laufweg Basel Bad Bf–Singen (Hohentwiel) und Basel Bad Bf–Ulm Hbf jeweils im Zweistundentakt bedient, wodurch sich auf dem Abschnitt Basel Bad Bf–Singen (Hohentwiel) ein Stundentakt ergibt. Daneben verkehrt eine stündliche Regionalbahn der Linie RB 30 zwischen Basel Bad Bf, Waldshut und Lauchringen, die zur werktäglichen Hauptverkehrszeit zwischen Basel und Waldshut zu einem Halbstundentakt verdichtet wird.
| Linie | Strecke | Frequenz                                                                |
| ----- | --- | ----------------------------------------------------------------------- |
| RE 3  | Basel Bad Bf – Rheinfelden (Baden) – Bad Säckingen – Waldshut – Schaffhausen – Singen (Hohentwiel) – Ulm Hbf | 60-Minuten-Takt (Basel–Singen) 120-Minuten-Takt (Basel–Friedrichshafen) |
| RB30  | Basel Bad Bf – Rheinfelden (Baden) – Bad Säckingen – Laufenburg (Baden) – Waldshut – Lauchringen             | in den HVZ Halbstundentakt zwischen Basel Bad Bf und Waldshut           |

#### Güterverkehr
Die Anschlüsse in Rheinfelden werden werktags vom Rangierbahnhof in Basel aus bedient. Jeweils morgens kommt ein Zug unter der Gattung EK (Einzelwagen-Zubringerzug) in Rheinfelden an, und abends fährt dieser als EK wieder zurück nach Basel. Unter der Woche werden diese Leistungen mit den Wagen für die Anschlüsse in Grenzach kombiniert. Über Rheinfelden hinaus verkehren mittwochs und freitags Züge der Gattung EK am Vormittag zum Güterbahnhof in Murg (Baden) sowie am Mittag wieder zurück.

### Busverkehr
Erdgasbetriebene Kleinbusse, welche einen Teil des Stadtbus Rheinfelden der Gesellschaft SBG Südbadenbus GmbH darstellen, pendeln über die alte Rheinbrücke zwischen dem badischen und dem Schweizer Rheinfelden.
Darüber hinaus ist Rheinfelden über einige lokale und regionale Busverbindungen mit dem Umland verbunden.

## Zukunft
Im Rahmen des Projektes IBA Basel sollte der Bahnhof Rheinfelden bis 2022 zu einem attraktiven Mobilitätszentrum umgebaut worden sein, ist aber mit Stand Sommer 2022 immer noch in der Vorkonzeptionsphase.
Auf der Hochrheinbahn zwischen dem Badischen Bahnhof in Basel und dem Bahnhof Waldshut verkehrte die frühere S-Bahn-Linie S7 der S-Bahn Basel. Diese Kurse werden heute als Regionalbahn geführt.